# 촘스키 위계
촘스키 위계(Chomsky hierarchy)는 형식 언어를 생성하는 형식 문법의 클래스 사이의 위계를 말한다. 노엄 촘스키가 1956년에 제시하였다.

## 언어
언어는 형식적으로 문장들의 집합으로 정의될 수 있고, 문장은 형식적으로 기호들의 연쇄로 정의될 수 있다.
- 알파벳 {\displaystyle T}는 기호들의 유한 집합이다.
- 언어 {\displaystyle L}은 {\displaystyle T^{*}}의 부분집합이다.

예를 들어, {\displaystyle T=} {ㄱ, ㄴ, ㄷ, ㄹ, ..., ㅎ, ㅏ, ㅑ, ㅓ, ㅕ, ..., ㅡ, ㅣ}라고 했을 때 다음과 같은 언어들이 있을 수 있다.
{\displaystyle L_{1}=} {ㄱㅏ, ㄴㅏ, ㄷㅏ, ㄹㅏ, ..., ㅎㅏ}
{\displaystyle L_{2}=} {ㄱㅏㄷㅏ, ㅅㅏㄷㅏ, ㅈㅏㄷㅏ, ㅊㅏㄷㅏ, ㅌㅏㄷㅏ, ㅍㅏㄷㅏ, ㅎㅏㄷㅏ}
{\displaystyle L_{3}=} {ㄱㄱㅏㄷㅏ, ㄷㄷㅏㄷㅏ, ㅅㅅㅏㄷㅏ, ㅈㅈㅏㄷㅏ}

## 문법
문법은 형식적으로 기호들의 집합에 그 기호들로부터 문장을 만드는 규칙이 부여된 것으로 정의될 수 있다.
{\displaystyle G=(V_{N},V_{T},P,S)}
- {\displaystyle V_{N}} : 비말단 기호의 유한 집합
- {\displaystyle V_{T}} : 말단 기호의 유한 집합
- {\displaystyle P} : 생성규칙의 유한 집합
- {\displaystyle S} : {\displaystyle V_{N}}에 속하는 기호로 시작 기호 또는 문장 기호

형식문법을 기술하는 데 있어서 몇가지 기호 사용의 관례가 있다.
- {\displaystyle V_{N}}의 원소인 비말단 기호는 {\displaystyle A,B,C} 등의 영문자 대문자로 표기한다.
- {\displaystyle V_{T}}의 원소인 말단 기호는 {\displaystyle a,b,c} 등의 영문자 소문자로 표기한다.
- {\displaystyle V(=V_{N}\cap V_{T})}의 원소는 {\displaystyle \alpha ,\beta ,\gamma } 등 그리스문자로 표기한다. 즉, 비말단과 말단을 구별하지 않을 때이다.
- 빈 문자열은 {\displaystyle \epsilon }로 표기한다.

## 위계

촘스키 위계의 포함 관계

이렇게 정의된 형식문법은 생성규칙에 어떠한 제약이 있는가에 따라서 다음과 같이 나눌 수 있다.

### 제0유형 문법
무제약 문법(UG, unrestricted grammar)은 생성규칙(production rule)에 아무런 제약을 두지 않으나, 좌변이 공집합이 되는 경우만은 없다(즉 {\displaystyle \alpha \rightarrow \beta }에서 {\displaystyle \alpha \neq \epsilon }). 이들은 모든 종류의 형식 문법을 포함한다. 이는 튜링 기계가 인식가능한 모든 언어를 생성하는데, 이를 재귀적 열거 가능 언어(recursively enumerable set)라 한다.

### 제1유형 문법
문맥 의존 문법(CSG, context-sensitive grammar)은 문맥 의존 언어를 생성한다. 생성 규칙은 {\displaystyle \alpha A\beta \rightarrow \alpha \gamma \beta }이며, 이들은 항상 {\displaystyle \alpha \rightarrow \beta }에서 {\displaystyle |\alpha |\leq |\beta |}이다. 선형 구속 오토마타로 인식할 수 있다.

### 제2유형 문법
문맥 자유 문법(CFG, context-free grammar)은 문맥 자유 언어를 생성한다. 모든 생성 규칙은 {\displaystyle A\rightarrow \alpha }형태를 갖는다. ({\displaystyle A}는 하나의 비말단(nonterminal)이고, {\displaystyle \alpha }는 {\displaystyle V^{*}}에 속하는 문자열.) 푸시다운 오토마타로 인식할 수 있다.

### 제3유형 문법
정규 문법(RG, regular grammar)은 오른쪽 정규 문법과 왼쪽 정규 문법의 총칭이다. 다음은 각 생성규칙:
- (오른쪽 정규 문법) {\displaystyle A\rightarrow tB} 또는 {\displaystyle A\rightarrow t}, 여기서 {\displaystyle t\in {V_{T}}^{*}}이고, {\displaystyle A,B\in V_{N}}이다.
- (왼쪽 정규 문법) {\displaystyle A\rightarrow Bt} 또는 {\displaystyle A\rightarrow t}, 여기서 {\displaystyle t\in {V_{T}}^{*}}이고, {\displaystyle A,B\in V_{N}}이다.

이로부터 모든 정규 언어를 기술할 수 있으며, 정규 표현식과 등가이기에 유한 상태 기계가 인식할 수 있다.

## 형식문법의 촘스키 위계
| 유형    | 문법          | 언어             | 인식 오토마타                    | 생성규칙                                                       | 언어의 예                       |
| ------- | ------------- | ---------------- | -------------------------------- | -------------------------------------------------------------- | ------------------------------- |
| 제0유형 | 제약없는 문법 | 귀납적 가산 언어 | 튜링 기계                        | {\displaystyle \alpha A\beta \rightarrow \beta }               | -                               |
| 제1유형 | 문맥의존문법  | 문맥의존언어     | 선형 구속형 비결정론적 튜링 기계 | {\displaystyle \alpha A\beta \rightarrow \alpha \gamma \beta } | {\displaystyle a^{n}b^{n}c^{n}} |
| 제2유형 | 문맥자유문법  | 문맥자유언어     | 비결정론적 푸시다운 오토마타     | {\displaystyle A\rightarrow \alpha }                           | {\displaystyle a^{n}b^{n}}      |
| 제3유형 | 정규문법      | 정규언어         | 유한 상태 기계                   | {\displaystyle A\rightarrow aB} {\displaystyle A\rightarrow a} | {\displaystyle a^{n}}           |

## 참고 문헌
- Noam Chomsky: Three models for the description of language, IRE Transactions on Information Theory, 2 (1956), pages 113-124
- Noam Chomsky: On certain formal properties of grammars, Information and Control, 1 (1959), pages 91-112